# Геркулес на Эте
«Геркуле́с на Э́те» (лат. Hercules Oetaeus) — трагедия римского писателя Луция Аннея Сенеки Младшего на сюжет из греческой мифологии. Её текст полностью сохранился. Авторство Сенеки оспаривается многими антиковедами.

## Сюжет
«Геркулес на Эте» основан на греческих мифах о Геракле. Основным источником для Сенеки стали «Трахинянки» Софокла, но возможны и параллели с несохранившейся трагедией Спинфара «Геракл сжигаемый».
Деянира, ревнуя своего мужа Геркулеса к Иоле, подсылает ему тунику, пропитанную отравленной кровью кентавра Несса, думая, что это приворотное средство. Узнав, какие мучения испытывает её муж, надев тунику, Деянира совершает самоубийство. Геркулес убивает Лихаса, доставившего ему гибельный дар, и сжигает себя на вершине горы Эта на погребальном костре, устроенном Филоктетом. В финале трагедии он является своей матери Алкмене и рассказывает, что стал богом.

## Судьба пьесы
О времени создания «Геркулеса на Эте», как и других трагедий Сенеки, ничего не известно. Одни исследователи относят пьесы к раннему периоду творчества Луция Аннея, другие — к позднему. Предположительно эти произведения создавались не для постановки на сцене, а для чтения. Из более поздних античных авторов их упоминает только Квинтилиан. В эпоху Средних веков и Раннего Нового времени трагедии Сенеки были единственными произведениями античной драматургии, которые знала европейская публика, они существенно повлияли на становление европейской литературы (в том числе на творчество Уильяма Шекспира и Жана Расина). Начиная с XVIII века их подвергают жёсткой критике за риторичность, дефицит действия, вторичность по сравнению с трагедиями афинских классиков. Наряду с этим есть и другой взгляд на пьесы Сенеки — как на уникальный литературный памятник, появившийся на очередном этапе освоения классического культурного наследия.
Многие исследователи считают, что «Геркулес на Эте» написан не Сенекой, а каким-то другим римским автором.

## Издание на русском языке
- Луций Анней Сенека. Геркулес на Эте. Перевод С. А. Ошерова // Сенека. Трагедии. М.: Наука, 1983. С. 152—201.